# Pixabay
Pixabay är en webbplats där användare kan ladda upp bilder och videor utan upphovsrätt. Dessa bilder och videor kan andra använda gratis, exempelvis i sina egna webbplatser eller i sociala medier.
Pixabay grundades 2010 i Tyskland av Hans Braxmeier och Simon Steinberger. Webbplatsen har expanderat kraftigt och hade under slutet av 2015 över en halv miljon bilder på webbplatsen. Organisationen drivs av pengar som skänks frivilligt av användare, det finns ingen reklam på webbplatsen. Pixabay är även ett community då webbplatsen drivs ideellt och har ett forum.